# Departamento de Aviação Civil
O Departamento de Aviação Civil (DAC) foi um órgão brasileiro criado para estudar, orientar, planejar, controlar, incentivar e apoiar as atividades da aviação civil, pública e privada, constituindo assim a Autoridade Aeronáutica Brasileira. Após sua extinção, foi criada a atual Agência Nacional de Aviação Civil (ANAC).

## História
No dia 22 de abril de 1931, por meio do decreto nº 19.902, assinado pelo então Presidente da República Getúlio Vargas, nasceu o Departamento de Aeronáutica Civil, com sede no Rio de janeiro e, na época, subordinado diretamente ao Ministério da Viação e Obras Públicas. No mesmo ano de instituição da Força Aérea Brasileira (FAB), 1941, o decreto nº 2.961 cria o Ministério da Aeronáutica, reunindo o DAC e as aviações militar e naval. Mais tarde, em setembro de 1969 seu nome foi modificado para Departamento de Aviação Civil (DAC), permanecendo assim até março de 2006 quando foi extinto, sendo absorvido pela Agência Nacional de Aviação Civil - ANAC.
Seu quadro de pessoal era formado por militares da Aeronáutica e civis.
Sua estrutura era formada pela Direção-Geral (DGAC) e três Sub-departamentos: Planejamento (SPL), Operações (SOP), Técnico (STE) e o de infraestrutura (SIE), sendo este último dividido em IE-1;IE-2; IE-3 (Security) e IE-4 (Inspeção Aeroportuária).
Também faziam parte do DAC o Instituto de Aviação Civil (IAC), a Comissão de Estudos Relativos à Navegação Aérea Internacional (CERNAI) e os sete Serviços Regionais de Aviação Civil (SERAC) com sedes em Belém-PA (SERAC-1), Recife-PE (SERAC-2), Rio de Janeiro-RJ (SERAC-3), São Paulo-SP (SERAC-4), Porto Alegre-RS (SERAC-5), Brasília-DF (SERAC-6) e Manaus-AM (SERAC-7).
OS SERAC administravam diversas Seções de Aviação Civil (SAC) existentes nos principais aeroportos do País. As SAC, além de fiscalizar as aeronaves, as tripulações, as empresas aéreas, as empresas auxiliares e a administração aeroportuária, também atendiam as reclamações dos passageiros (Após a transferência para a ANAC, as SAC permaneceram com a mesma nomenclatura e mesma finalidade).    